# Tongenerator
Ein Tongenerator, auch Tonfrequenzgenerator, ist ein Signalgenerator, der üblicherweise ein sinusförmiges elektrisches Signal im Niederfrequenz-Bereich erzeugt.
Als häufigste Ausführungsformen gibt es in Pegel und Frequenz einstellbare Laborgeräte oder Anwendersoftware für PC sowie kleine Festfrequenzgeräte für Testzwecke.

## Aufbau und Funktion
Bei Laborgeräten ist sowohl die Frequenz als auch die Amplitude einstellbar, um das Ausgangssignal den Erfordernissen anpassen zu können.
Solche Laborgeräte funktionierten früher auf der Basis von Überlagerungsfrequenzen, das heißt, man mischte eine feste und eine einstellbare Frequenz im Hochfrequenz-Bereich zur Gewinnung der Niederfrequenz. Ein Vertreter ist der Schwebungssummer SIT BN 40341 (20 Hz bis 20 kHz, 1…2% Klirrfaktor) von Rohde&Schwarz aus dem Jahre 1958. Ein typisches vorteilhaftes Merkmal dieser Geräte war das Überstreichen des Niederfrequenzbereiches ohne Bereichsumschaltung.
Später baute man Wien-Brücken-Generatoren, mit denen sich sehr oberwellenarme Sinusschwingungen erreichen ließen. Beispiele hierfür sind der Typ GF2 (16 Hz bis 25 kHz) von Clamann & Grahnert/Dresden sowie der Typ GF22 (2 Hz bis 20 kHz, 0,1 % Klirrfaktor) der Nachfolge-Firma VEB Präcitronic aus den Jahren ab 1970.
Heute synthetisiert man periodische Signale mit hoher Frequenzgenauigkeit und -auflösung digital mit dem DDS-Verfahren. Die Sinusschwingung wird anhand eines Algorithmus oder einer Wertetabelle mittels eines Digital-Analog-Wandlers erzeugt. Die Feinheit der Diskretwerte (Quantisierungsfehler) sowie die Kontinuität des Signalverlaufes sind Qualitätskriterien solcher Sinusgeneratoren. Der integrierte Schaltkreis AD9835 besitzt zum Beispiel eine fest gespeicherte Sinus-Wertetabelle mit 4096 Werten (12 Bit), die bei jeder Periode über einen 10-Bit-Digital-Analog-Wandler nacheinander ausgegeben werden. 
Für Prüf- und Signalzwecke werden kleine Festfrequenzgeber ohne besondere Anforderungen an die Signalqualität eingesetzt, die eine konstante Frequenz (z. B. 800 Hz oder andere Normfrequenzen) mit konstantem Signalpegel (z. B. 0 dBV, d. h. 1 V) abgeben.
Eine Sonderform stellen Wobbelgeneratoren dar, die in einem Zeitintervall kontinuierlich ihren gesamten Frequenzbereich durchlaufen können. Zeitintervall, Frequenzbereich und Pegel lassen sich innerhalb weiter Grenzen einstellen. Historische Wobbelgeneratoren arbeiteten elektromechanisch, wobei ein Motor die Frequenzverstellung bediente.
Tongeneratorsignale können auch durch eine von einem geeigneten Computerprogramm (z. B. Audacity) gesteuerte Soundkarte am PC erzeugt werden. Auch Smartphones sind mit entsprechender Zusatzsoftware in der Lage, Töne definierter Frequenz zu erzeugen.

## Einsatz

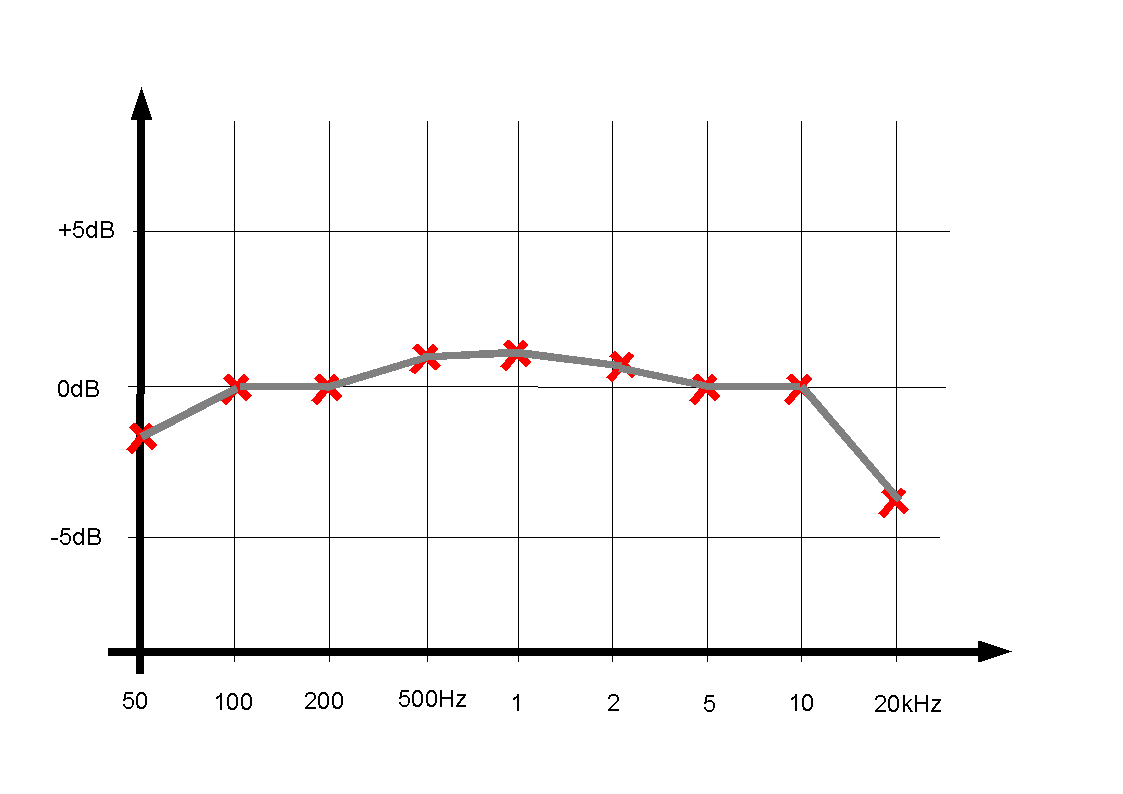
Frequenzgang, aufgenommen mittels Tongenerator und Pegelmesser

Tonfrequenzgeneratoren werden für Prüf- und Messzwecke im Niederfrequenzbereich verwendet, u. a. in der Übertragungstechnik, der akustischen Messtechnik und in der Elektroakustik. Sie werden dabei in Kombination mit einem Pegelmesser eingesetzt.
Im einfachsten Fall lässt sich mit einem Festfrequenzgeber feststellen, ob dessen Messton ein Tonübertragungssystem oder ein Kabelnetz mit gewünschtem Pegel durchläuft und dieses somit grundsätzlich funktionsfähig ist.
Einstellbare Generatoren gestatten darüber hinaus durch Aufnahme von mehreren Pegeln bei verschiedenen Frequenzen über den Frequenzbereich die Messung des Frequenzganges eines Übertragungssystems.
Durch Vergleich der Eingangs- und der Ausgangs-Kurvenform z. B. eines Audioverstärkers kann dessen Klirrfaktor bestimmt werden.
Tongeneratoren mit definiertem Schallpegel und Kopfhörer werden bei der Untersuchung des Hörvermögens eingesetzt.
Wobbelgeneratoren ermöglichen in Verbindung mit einer Pegelmessung die automatische Frequenzgangaufnahme.
Tongeneratoren werden auch dazu verwendet, um die Heultöne bei elektronischen Sirenen zu erzeugen.

## Verwendung in der Musik
Zu Beginn der elektronischen Musik in den 1950er Jahren wurden Tongeneratoren zur Komposition verwendet, etwa im Studio für Elektronische Musik des WDR bei der Komposition Studie I (Stockhausen).